# Sarsina quadristrigata
Sarsina quadristrigata är en fjärilsart som beskrevs av Felder 1874. Sarsina quadristrigata ingår i släktet Sarsina och familjen tofsspinnare. Inga underarter finns listade.